# Sven Risom
Sven Julius Risom (3. november 1880 i København – 24. marts 1971 i Hillerød) var en dansk arkitekt. Han var ekstremt alsidig og arbejdede både med opmålinger, nybyggeri og byplaner. Han var i en periode arkitekt for De forenede Bryggerier (Tuborg).

## Uddannelse og læretid
Sven Risom var søn af læge ved Det Kongelige Teater, senere titulær professor Johan M. Risom og Thalia Rothe. Han blev student 1899, tømrersvend 1902 og dimittend fra Det tekniske Selskabs Skole (Gustav Vermehren og Emil Blichfeldt). Dernæst gik han på Kunstakademiet fra april 1900 og tog afgang maj 1911. Han vandt den store guldmedalje 1914 (for Et Landarsenal). Han var ansat hos H.B. Storck som tilsynsførende ved istandsættelsen af Sankt Bendts Kirke, Ringsted, hos Andreas Clemmensen og Ulrik Plesner 1905-06, ved Foreningen af 3. December 1892's opmålinger 1906, hos Hother A. Paludan som tilsynsførende ved opmåling og istandsættelse af jyske granitkirker 1907 og hos Thorvald Jørgensen, på arbejdet med Rigsdagsfløjen og de kgl. repræsentationslokaler, Christiansborg 1915-16.

## Karriere
Risom drev egen tegnestue fra 1908. Han var også censor ved Charlottenborg 1917, medlem af bestyrelsen for Akademisk Arkitektforening 1920-21, medlem af konkurrenceudvalget i samme forening 1931-33, statsinventarieinspektør under Indenrigsministeriet og tilsynsførende med inventarier ved de af kongen beboede kgl. slotte fra 1933. Han var Ridder af Dannebrog.
Han modtog K.A. Larssens legat 1905-06, Akademiets stipendium 1914 og 1920, C.F. Hansen Medaillen 1907 og fik bronzemedalje på Landsudstillingen i Århus 1909, som han bidrog til. Han vandt også guldmedalje på arkitekturudstillingen i Gent 1921. Han var også med på Dansk Utställning, Liljevalchs, Stockholm 1918, udstillingen af arkitekturtegninger, Kunstakademiet, København 1924, udstilling i London 1927, Danish National Exhibition, Brooklyn Museum 1927. Posthumt er hans tegninger blevet vist på Nordisk Klassicisme 1910-30, Kunsthallen Nikolaj, København 1982.
Han opholdt sig på L'école française d'Athènes, Athen 1911-13 og i Grækenland, Norge, Sverige 1914 og Frankrig 1920.
Risom blev gift 31. marts 1915 i København med Inger Henriques (29. marts 1888 i København – 29. august 1978 i Hillerød), datter af forfatteren Axel Henriques og Frederikke Adelheid Meyer. Han er begravet på Holmens Kirkegård.

## Værker
- Sommerhus, Rågeleje (Musehøj) (1907)
- Jagthytte ved Salten Langsø (1908)
- Forsamlingshus i Ballum (1909-11)
- Forsamlingshus i Jejsing (1909-11)
- Sommerhus i Nymindegab (1914-15)
- Lysthus for grosserer Christian Tetzen-Lund, Julebæk (1916)[1]
- Villa, Knudsvej 1, Rungsted (1917)
- Villa for overretssagfører Axel Simonsen, Rungsted Strandvej 85 (1917)
- Ankerhus, Blokhus (1917)
- Villa, Svanemøllevej 16, København (1917)
- Søbækgaard, Mørdrupvej 69-75, Espergærde (1918)
- Villa Rosenlund for direktør Carl Gammeltoft, Vedbæk Strandvej 328, Vedbæk (1919)
- Villa Clovelly, Vallerød ved Rungsted (1920)
- Byplan for 2 arealer i Hørsholm Kommune (1922, sammen med J.P. Andersen)
- Alderdomshjem, Hørsholm
- Mineralvandsaftapningsanstalt, nu Oticon, Tuborg, Strandvejen 54, Hellerup (1923, vinduer ændret)
- Villa, Olaf Poulsens Allé 4, Fredensborg (1923)
- Kornsilo på Tuborg (1924, sammen med Carl Jensen, nedrevet)
- Udvidelser af bryghusene på Tuborg og Kongens Bryghus (1920'erne, nedrevet)
- Tuborgs funktionærboliger, Svanemøllevej 57-61, København (1925, ombygget)
- Villa, Gruts Allé 10, Hellerup (1927, præmieret)
- Villa, Christiansholmsvej 23, Klampenborg (1928)
- Villa, Brodersens Allé 13, Hellerup (1928)
- Villa, Dalsvinget 15, Hellerup (1930)
- Villa, Ålholmvej 46, Valby (1930)
- Boligbebyggelsen Clarasvej 5-13, Charlottenlund (1930-31), præmieret af Gentofte Kommune
- Villa, Maglemosevej 51, Hellerup (1934, sammen med Christian Tyge Tillisch)
- Villa, Parkovsvej 5, Gentofte (1934, sammen med samme, præmieret af Gentofte Kommune)
- Villa, Svanevænget 21, København (1935)
- Boligbebyggelsen Nordhavnsgården, Østbanegade 145-61, København (1934, sammen med Christian Tyge Tillisch)
- Forretningsejendom, Nørregade 15, København (1934-35)
- Hotel Frederik IV og Store Kro i Fredensborg (1936)
- Sankt Annæ Kirke, København S (1936-38)
- Boligbebyggelse, Plantevej/Vangedevej (1948-49, sammen med Svend Albinus)

### Restaureringer og ombygninger
- De forenede Bryggeriers kontorbygning, nu H.C. Andersen Slottet, H.C. Andersens Boulevard 20-24, København (1923, tidligere Kunstindustrimuseum)
- Langeliniepavillonen, København (1933, schalburgteret 1944)
- Hovedbygning til Øbjerggård (1938)
- Mansardetage på villa Vestagervej 27, Hellerup (oprindelig tegnet af Carl Petersen)